# Zakaria Al-Nashid
Zakaria Al-Nashid (ur. 10 stycznia 1975) – syryjski zapaśnik walczący w stylu klasycznym. Zajął 25 miejsce na mistrzostwach świata w 1998. Czwarty na igrzyskach azjatyckich w 1998 i czternasty w 2002. Brązowy medalista igrzysk śródziemnomorskich w 1997, 2001 i 2005. Szósty na mistrzostwach Azji w 2000. Wojskowy mistrz świata w 1997, a drugi w 2003. Drugi na igrzyskach Azji zachodniej w 1997. Wygrał igrzyska panarabskie w 2004 i drugi w 1997. Mistrz arabski juniorów w 1997 roku.